# Mystacina robusta
Dơi đuôi ngắn lớn New Zealand (Mystacina robusta) là một loài động vật có vú trong họ Mystacinidae, bộ Dơi. Loài này được Dwyer mô tả năm 1962.